# Rei TV
Rei TV è una televisione privata siciliana con sede ad Acireale (CT) e bacino d'utenza in tutta la regione.
Fondata nel 1982 da un gruppo di pionieri giarresi, deve il suo nome al fatto di essere stata collegata ad una radio privata.
Produce due notiziari giornalieri in onda alle 14.00 e alle 19.40 entrambi replicati alle 14.30, 22.30 e mezzanotte.
La morte di un cameramen, Giovanni Conti, e di una collaboratrice di redazione, Rita Privitera, in un attentato il 23 luglio 2005 a Sharm el-Sheikh ha portato alla tv regionale la solidarietà di tutto il mondo del giornalismo.
Nel novembre 2005 è morto prematuramente all'età di 37 anni l'editore Sebastiano Tosto, al timone dell'emittente dal novembre del 1993..
In passato è stata affiliata alla syndication Supersix.